# Храм Живоначальной Троицы (Жданово)
Храм Живоначальной Троицы в селе Жданово (Троицкий храм) — православный храм в Пильнинском районе Нижегородской области. Относится к Пильнинскому благочинию Лысковской епархии.

## История
В 1776 году в Жданово была деревянная церковь, построенная помещиком-коллежским асессором Александром Ильичем Пашковым (1734—1809).
В 1811 году его сыном Алексеем Александровичем Пашковым (1760-1831) была построена Церковь Троицы Живоначальной по проекту знаменитого архитектора Матвея Федоровича Казакова.

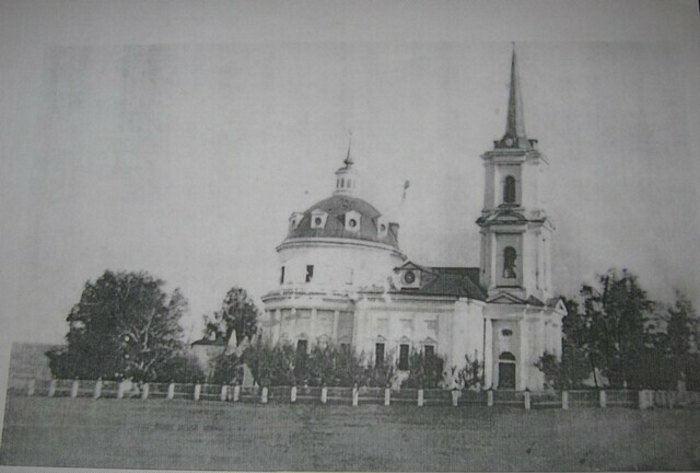
Храм Живоначальной Троицы в селе Жданово, фотография 1890-1900 гг.

О былой красоте храма можно судить по фотографии и оставшимся от него руинам.
Старожилы села рассказывали, что в годы советской власти церковь трижды пытались взорвать, но она выстояла.
Жители села говорили, что церковь ломали рабочие, которых привезли со стороны, так как ждановские не согласились. И всех рабочих почти сразу  отвезли в больницу. Официальная версия была — пищевое отравление. Но в это никто не верил. Жители  думали, что бог наказал. Потом желающих ломать церковь не нашлось.
В статистическом описании соборов, монастырей, приходских и домовых церквей Симбирской епархии по данным 1900 года Николая Ивановича Баженова сказано:

В селе Жданово при реке Пьяне Курмышского уезда второго благочиннического округа:
Храм каменный, построен в 1811 г. помещиком Алексием Александровичем Пашковым. Престолов в нем три: главный (холодн.) во имя Живоначальные Троицы, в приделах (тепл.) в одном во имя трех Святителей Московских и всея Руси Чудотворцев Петра, Алексия и Ионы и в другом в честь Чудотворной иконы Божией Матери всех скорбящих радости. Церковной земли: 1 дес. усадебной и 33 дес. пахотной. Причт состоит из священника, диакона и псаломщика; дома у них собственные. Прихожан: в с. Жданове (н. р.; волост. правл.) в 190 двор. 876 м. и 939 ж.; в дер. Юморге (при р. Пьяне, в 3 вер.; н. м.) в 141 двор. 678 м. и 745 ж.; в дер. Куликовке (при рч. Медянке, в 8 вер.; н. р.) в 44 двор. 184 м. и 195 ж.; всего в 375 двор. 1738 м. и 1879 ж. Школ четыре, все земския: в селе мужская (с 1875 г.) и женская (с 1899 г.) и смешанные в дер. Юморге (с 1897 г.) и в дер. Куликовке (с 1898 г.). Ближайшия села: Суньево в 1 вер. и Мамешево в 2 вер. Расстояние от Симбирска 260 вер., от Курмыша 52 вер. Почтов. адрес – с. Пильна (в 8 вер.).
По данным краеведа Владимира Бакунина, каменный храм в Жданове построен помещиком Алексием Александровичем Пашковым. Престолов в нём три: главный (холодный) – во имя Живоначальной Троицы, в приделах (теплых): в одном – во имя трех Святителей Московских и всея России Чудотворцев Петра, Алексия и Ионы и в другом – в честь чудотворной иконы Божией Матери «Всех скорбящих радости». Храм – копия московского Вознесенского храма на Гороховом поле, построенного по проекту М.Ф.Казакова. Специалисты отмечают, что это – один из немногих ротондальных храмов на территории Нижегородской области. Подробнее – в специальной публикации Ольги Чеберевой «Храмы-ротонды: форма как символ».
Алексей Александрович Пашков (1760-1831) – один из трёх сыновей Александра Ильича Пашкова и Дарьи Ивановны Мясниковой, второй (из четырёх) дочери симбирского купца Ивана Семеновича Мясникова – компаньона Ивана Борисовича Твердышева (также симбирского купца), основателя горнозаводской империи на Южном Урале. После смерти Твердышева и Мясникова основанные ими медеплавильные и железоделательные заводы были в 1782 году разделены между дочерьми Мясникова как единственными наследницами. Брат А.А.Пашкова Василий Александрович (1764(1759) - 1834), обергофмейстер Императорского двора – владелец Верхоторского и Воскресенского медеплавильных заводов (сейчас Мелеузовский район республики Башкортостан), перешедших от матери Д.И.Пашковой, а также известен как владелец села Ветошкино Сергачского уезда (Гагинский район).
Около алтаря ждановского храма расположено здание склепа, снаружи находится надгробная плита тверского дворянина, генерал-майора в отставке, героя Отечественной войны 1812 года Степана Степановича Андреевского, который стал владельцем села после брака с Елизаветой Алексеевной Пашковой, дочерью А.А.Пашкова.
Сестра Е.А.Пашковой Дарья Алексеевна Полтавцева – бабушка «белого генерала» Михаила Дмитриевича Скобелева. Одна из его сестер – Ольга Дмитриевна – жена Василия Петровича Шереметева, основателя знаменитого замка в Юрине, другая – Надежда Дмитриевна – жена Константина Эсперовича Белосельского Белозерского (1843 - 1920), владельца Катавских чугунноплавильных и железоделательных заводов на Южном Урале (сейчас Катав-Ивановский район Челябинской области), доставшихся ему по линии прабабушки Екатерины Ивановны Козицкой (Мясниковой) – младшей дочери Ивана Мясникова. Таким образом, К.Э.Белосельский-Белозерский – праправнук И.С.Мясникова, а его жена Н.Д.Скобелева – прапраправнучка И.С.Мясникова, и оба они – потомки двух родственных «горнозаводских» ветвей, идущих от И.С.Мясникова.

### Архитектура
Считается, что храм построен по  проекту архитектора Матвея Федоровича Казакова в стиле московского классицизма, по крайней мере, она очень похожа на храм Вознесения на Гороховом поле в Москве. В пользу авторства говорят несколько архитектурных форм, свойственных стилю – например, ротонда, где расположен главный придел.  Она увенчана ступенчатым куполом, над которым возвышается легкий фонарик, увенчанный крестом. Ротонда – уникальная форма, архетип храма как символа мироздания с его центральной идеей земного счастья. 

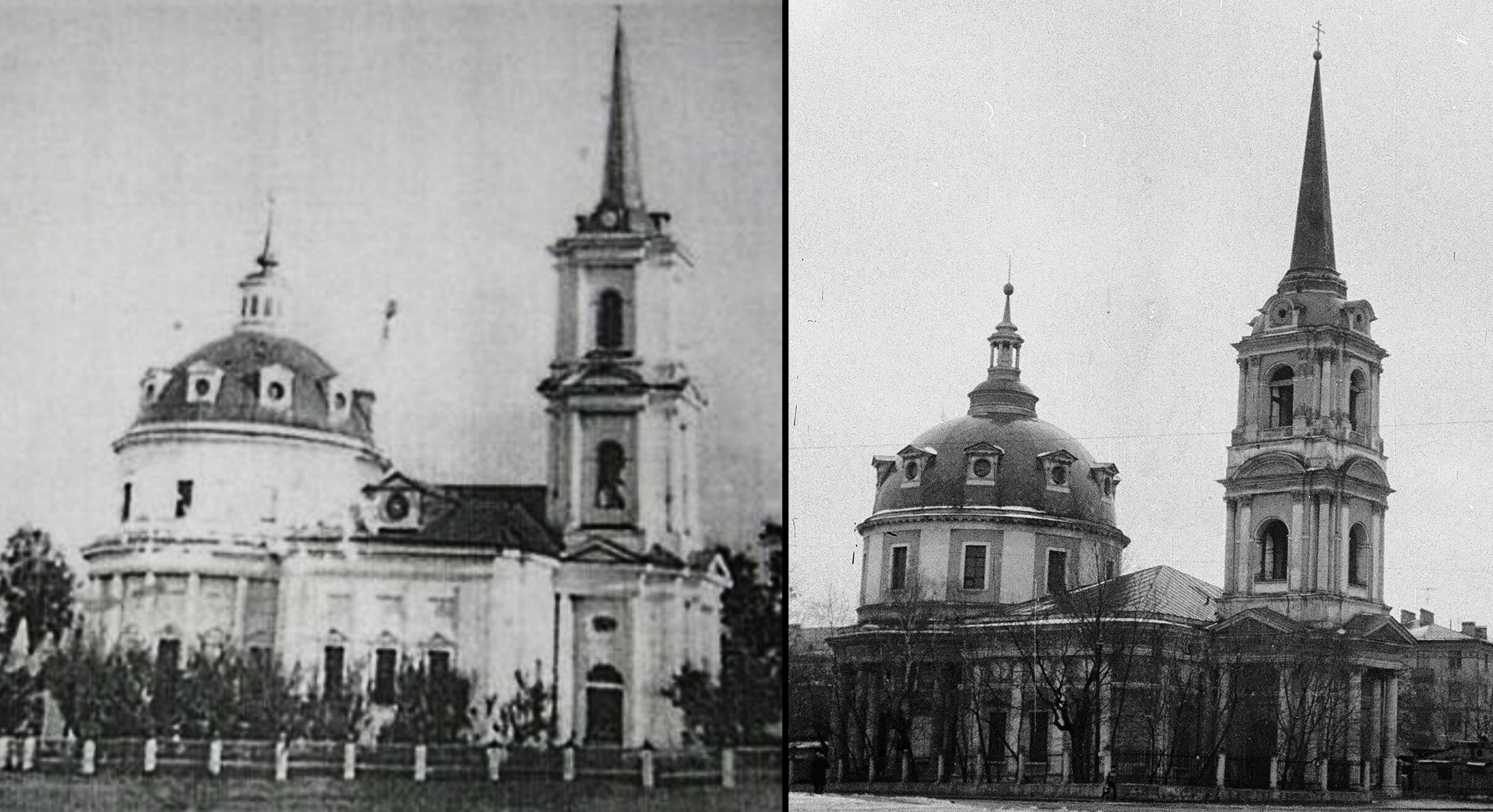
Храм Живоначальной Троицы в селе Жданово (слева). Храм Вознесения на Гороховом поле (справа)

Конечно, может быть  автором проекта был один из учеников Матвея Федоровича Казакова, тем не менее в «Экономических примечаниях»  к генеральному межеванию Курмышского уезда Симбирской губернии написано: церковь Троицы каменная, изрядной, великолепной архитектуры ( так в то время обозначались архитектурные сооружения, по проектам известных российских зодчих, воплощенные в усадебные дома дворян или культовые здания, выделяющиеся на фоне обычных строений). Храмовое строение имело, как и храм Вознесения на Гороховом поле в Москве, форму корабля: пространство вытянуто в длину – монументальная ротонда, трапезная и высокая колокольня находились на одной оси. Верхние ярусы колокольни тоже были  украшены колоннами, только все имело более строгий вид ( без ордеров и других скульптурных украшений).

### Хронологический список священников с причтами
| Священник                       | Годы жизни                   | Период служения    | Причт | Изображение |
| ------------------------------- | ---------------------------- | ------------------ | --- | ----------- |
| Михаил Семенов                  | прим. 1782 г.р.              | 1811-1813          | дьякон Иван Алексеев (прим. 1794 г.р.), пономарь Михаил Иванов (прим. 1789 г.р.) |             |
| Николай Дмитриев                | прим. 1780 г.р.              | 1815 - после 1825  | дьяконы Егор Степанов (прим. 1789 г.р.) и Григорий Иванов (прим. 1796 г.р.), дьячки Михаил Степанов (прим. 1803 г.р.), Степан Антонов (прим. 1788 г.р.) и пономарь Алексей Ефимов (прим. 1803 г.р.) |             |
| Дмитрий Воскресенский           |                              | до и после 1843    | 1843 год: дьякон Григорий Иванов и пономарь Михаил Степанов; 1850 год: дьячок Иван Знаменский |             |
| Василий Степанович Розов        |                              | 1870-е             | пономарь Александр Смирнов и дьячок Иван Богородицкий |             |
| Александр Михайлович Красовский | прим. 1866 - 19 августа 1915 | до 1896 - 1915     | 1894 год: диакон Михаил Степанович Немков 1895 год: диакон Александр Степанович Данилов, псаломщик Александр Степанович Смирнов 1896 - 1897 годы: диакон Георгий Савельевич Баляев и псаломщик Александр Степанович Смирнов, 1897 год: о. Александра Михайловича Красовского замещал священник Михаил Лебедев. 1900 год: диакон Александр Александров 1902 год: диакон Александр Васильевич Алмазов 1905 год: псаломщик Николай Александрович Смирнов после 1905 года: диакон Пантелеймон Васильевич Воскресенский, псаломщик Иоанн Александрович Добросмыслов, диакон Иоанн Рождественский, псаломщик Алексей Герасимович Мухранов |             |
| Владимир Воскресенский          |                              | после 1915         | |             |
| Иван Николаевич Беляков         | 1896 - 13.10.1937            | после 1915 — 1937. | диакон Пантелеимон Воскресенский (перемещен из села Станаш Курмышского уезда 12.01.1916), псаломщик Алексей Герасимович Мухранов |             |

- Александр Михайлович Красовский (прим. 1866 г.р. - ум. 19.08.1915).

Получил приход Храма Живоначальной Троицы села Жданова после бракосочетания со старшей дочерью священника Василия Степановича Розова, Анной Васильевной (до 1896 года). 
Прожил Александр Михайлович Красовский недолго, умер 19 августа 1915 года 49 лет. Панихиду на его похоронах служили священники благочинного округа, судьба большинства которых была трагична: Михаил Раждаев — священник Успенского собора г. Курмыша) (репрессирован), Григорий Никольский и Дмитрий Березин — священники села М-Майдан, Василий Петрович Воскресенский — священник села Пильны (расстрелян 13 октября 1937 года), Александр Крылов — священник села Знаменское, Михаил Воскресенский — священник села Бортсурманы (расстрелян 9 сентября 1918 года), Стефан Немков — священник села Деянова (расстрелян 9 сентября 1918 года), Владимир Воскресенский и Николай Дивногорский (расстрелян 3 января 1938 года) — священники села Новат, Константин Спирин — села Качалова- Межнинского Нижегородской епархии, Николай Бланков — города Сергача, Владимир Петров — диакон Курмышского Успенского собора, Александр Григорьевич Никольский — села Пильна (расстрелян 13 октября 1937 года), Алексей Мухранов и Алексей Пантеров — псаломщики.
- священник, священномученик Иван Николаевич Беляков (1896 г.р. - ум. 1937)[10] - последний настоятель храма.

## Современность

### Охранный статус
Согласно приказу департамента охраны историко-культурного наследия Нижнего Новгорода и Нижегородской области от 24 апреля 2000 года № 5-ОД «Об отнесении культовых объектов к объектам историко-культурного наследия» к объектам историко-культурного наследия была отнесена сельская Троицкая церковь. Датировка объекта – 1811 год. По данным Управления государственной охраны объектов культурного наследия Нижегородской области, приказ 5-ОД утратил силу 20 октября 2014 года приказом № 159.

## Закладка храма в честь священномученика Николая Розова

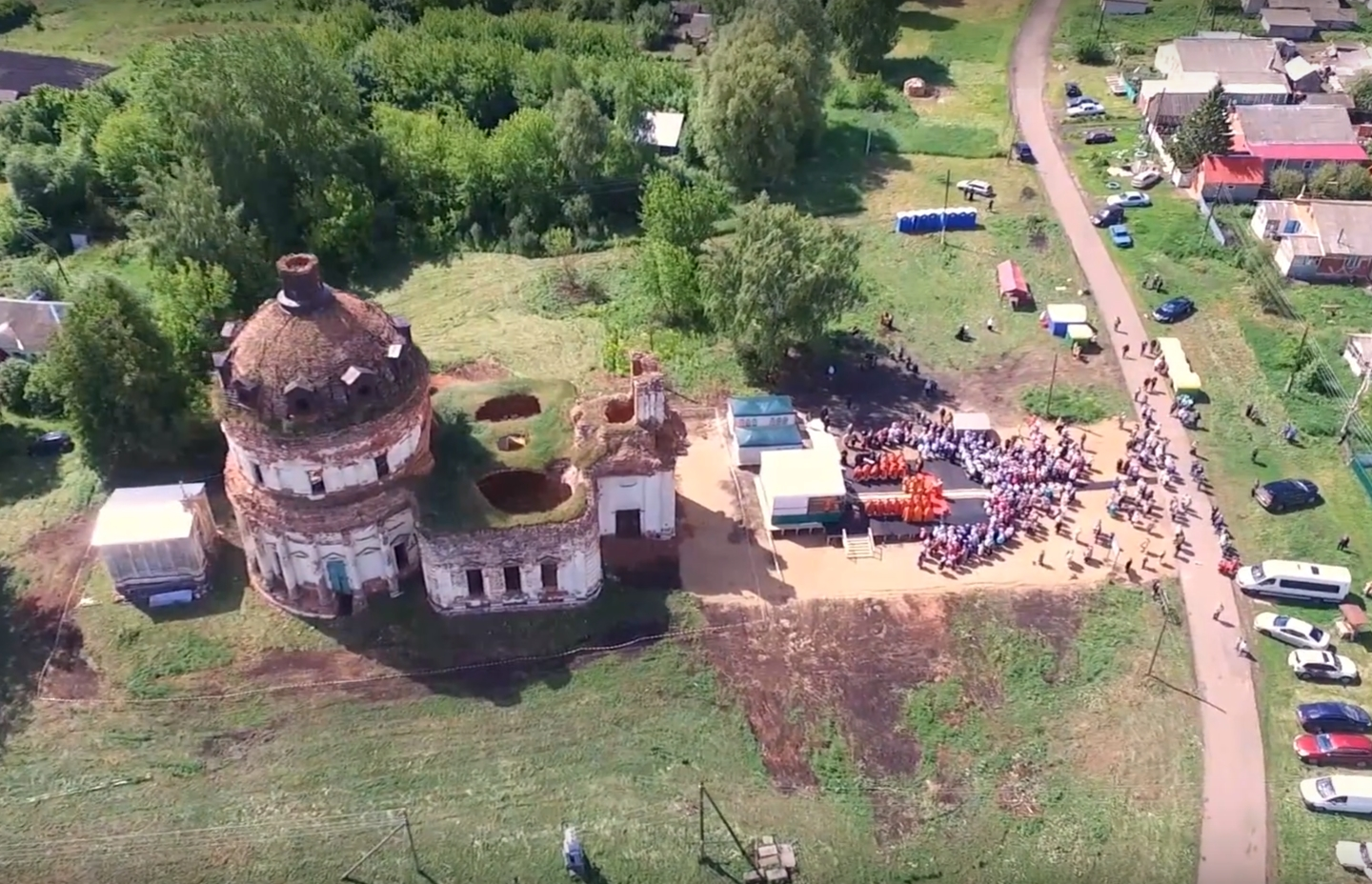
Закладка храма в честь священномученика Николая Розова в селе Жданово

7 июня 2018 года в селе Жданово возле недействующего храма Живоначальной Троицы был заложен новый  храм в честь священномученика Николая Розова.
Чин закладки совершил митрополит Нижегородский и Арзамасский Георгий.
28 марта 1935 года Особое совещание при НКВД СССР постановило выслать отца Николая на пять лет в Уфу вместе с женой. 12 декабря 1937 года священник был арестован и отправлен в тюрьму. 13 февраля 1938 года тройка НКВД приговорила его к расстрелу. Протоиерей Николай Розов был расстрелян 5 марта 1938 года и погребен в безвестной общей могиле.

## Захоронения
- Степан Степанович Андреевский (1784—1843) - князь, генерал-майор русской императорской армии, участник Отечественной войны 1812 года. Погребен в ограде храма,  о чем свидетельствует надгробная плита.
- Иоанн Степанович Введенский (ум. 1903) - заштатный священник села Тенеева Казанской губернии. Умер в селе Жданово и погребен в церковной ограде храма Живоначальной Троицы. Предполагается, что Иоанн Степанович Введенский является родным братом Василия Степановича Розова. Фамилии различаются, потому что будущим священнослужителям их давали в семинарии.

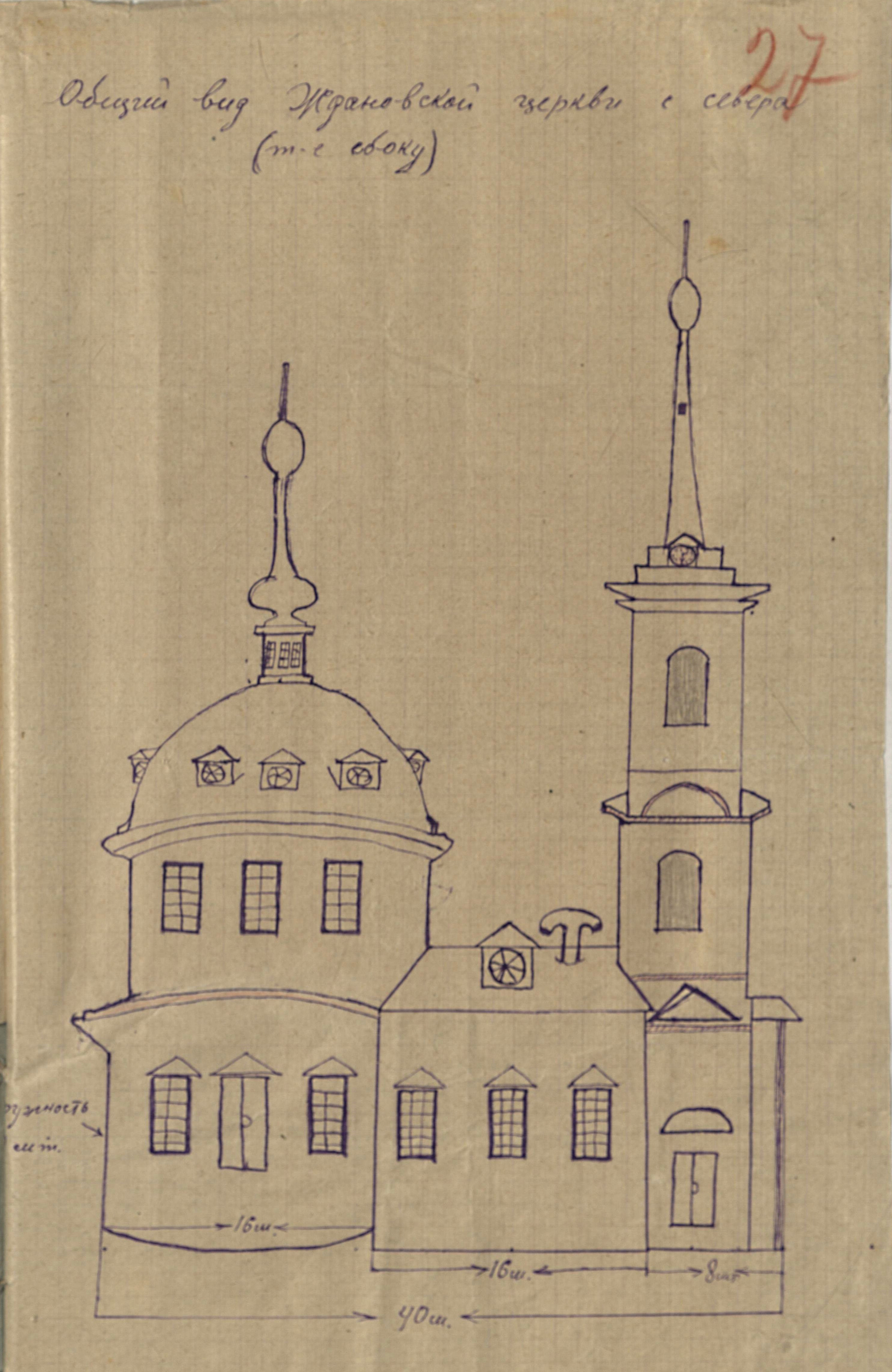
Общий вид храма Живоначальной Троицы села Жданово

## Примечание
1. ↑  Говорим о тебе, старинное Жданово! pilna-tribuna.ru. Дата обращения: 13 июня 2019. Архивировано из оригинала 15 июля 2019 года.
2. ↑  Н. Баженов Статистическое описаниесоборов, монастырей, приходских и домашних церквей Симбирской епархии по данным 1900 г. Курмышский уезд. archeo73.ru. Дата обращения: 13 июня 2019. Архивировано из оригинала 31 июля 2020 года.
3. 1 2  Пильнинский район Нижегородской области: карта мест памяти. www.gttp.ru. Дата обращения: 15 июня 2019. Архивировано 24 июня 2019 года.
4. ↑  К чину закладки храма в честь священномученика Николая Розова в селе Жданове. Дата обращения: 16 июня 2019. Архивировано 17 октября 2018 года.
5. 1 2  Ревизская сказка ноября 1815 года на священнослужителей Троицкой церкви Казанской епархии села Жданово Курмышского уезда Симбирской губернии. — г. Ульяновск: ОГБУ "Государственный архив Ульяновской области" (ГАУО), 1815. — С. Ф. 156, Оп. 2, Д. 61, Лл. 219 — 223.
6. ↑  Исповедная ведомость прихожан Троицкой церкви села Жданово Курмышского уезда Симбирской губернии за 1843 год. — г. Ульяновск: ОГБУ "Государственный архив Ульяновской области" (ГАУО), 1843. — С. Ф. 134, Оп. 4, Д. 9, Лл. 312 — 313, 314 об. — 338 об.
7. ↑  Исповедная ведомость прихожан Троицкой церкви села Жданово Курмышского уезда Симбирской губернии за 1850 год. — г. Ульяновск, 1850. — С. Ф. 134, Оп. 4, Д. 15, Лл. 62 — 93 об.
8. ↑  В Нижегородском Вознесенском Печерском монастыре почтили память великого архидиакона Константина Розова / Новости / Патриархия.ru. Патриархия.ru. Дата обращения: 16 июня 2019. Архивировано 16 июня 2019 года.
9. 1 2  К чину закладки храма в честь священномученика Николая Розова в селе Жданове (2018). Дата обращения: 16 июня 2019. Архивировано 17 октября 2018 года.
10. 1 2  Беляков Иван Николаевич (1896). ru.openlist.wiki. Дата обращения: 13 июня 2019.
11. ↑  Симбирские епархиальные ведомости, февраль № 3. — Симбирск: Типо-литография А. Т. Токарева, 1916. — С. 48. — 54 с.
12. ↑  Об отнесении культовых объектов к объектам историко-культурного наследия, Приказ Департамента охраны историко-культурного наследия Нижнего Новгорода и Нижегородской области от 24 апреля 2000 года №5-од. docs.cntd.ru. Дата обращения: 15 июня 2019. Архивировано 27 октября 2019 года.
13. ↑  Дело о закрытии церкви в с. Жданове Пильнинского района 5 января 1938 - 5 мая 1939. — г. Нижний Новгород: Центральный архив Нижегородской области (ГКУ ЦАНО), 1938-1939. — С. Ф.3074, Оп.1, Д.1040, Л.27.